# Roy Korving
Roy Korving (Zoetermeer, 4 de junio de 1995) es un deportista neerlandés que compite en boxeo. Ganó una medalla de bronce en el Campeonato Europeo de Boxeo Aficionado de 2017, en el peso pesado.

## Palmarés internacional
| Campeonato Europeo | Campeonato Europeo | Campeonato Europeo | Campeonato Europeo |
| Año                | Lugar              | Medalla            | Categoría          |
| ------------------ | ------------------ | ------------------ | ------------------ |
| 2017               | Járkov (Ucrania)   | Medalla de bronce  | 91 kg              |